# Железнодорожный вокзал Фейсалабада
Фейсалабад — станция и главный железнодорожный вокзал Фейсалабада. Действует в дальнем сообщении.

## История
Вокзал находится в городе Фейсалабад (также известный под старым названием Лайяллпур), провинция Пенджаб, Пакистан. Расположен на железнодорожной ветке Ханевал — Вазирабад. Вокзал построен в 1896 году во времена Британской Индии.
С вокзала Фейсалабада возможно прибыть в любую часть Пакистана: Карачи, Лахор, Равалпинди, Исламабад, Пешавар, Кветта и многие другие города страны. Административный офис Пакистанских железных дорог также находится в здании вокзала, который возглавляет помощник операционного офицера.